# Liste der Monuments historiques in Cintegabelle
Die Liste der Monuments historiques in Cintegabelle führt die Monuments historiques in der französischen Gemeinde Cintegabelle auf.

## Liste der Bauwerke
| Bezeichnung       | Beschreibung | Standort | Kennzeichnung | Schutzstatus | Datum | Bild           |
| ----------------- | ------------ | -------- | ------------- | ------------ | ----- | -------------- |
| Kloster Boulbonne |              | (Lage)   | PA00094314    | Classé       | 1981  | weitere Bilder |
| Kirche Notre-Dame |              | (Lage)   | PA00094315    | Classé       | 1984  | weitere Bilder |
| Park Secourieu    |              | (Lage)   | PA00094316    | Inscrit      | 1988  |                |
| Taubenturm        |              | (Lage)   | PA00094317    | Classé       | 1946  |                |

## Liste der Objekte
- Monuments historiques (Objekte) in Cintegabelle in der Base Palissy des französischen Kultusministeriums